# Сульфіт натрію
Сульфі́т на́трію (Na2SO3, натрієва сіль сульфітної кислоти) — безбарвна (у вигляді порошку біла) кристалічна речовина, солонувата на смак, консервант, пожежо- та вибухонебезпечний.

## Хімічні властивості
Для сульфіту натрію властиві типові реакції для солей:
- реакція з іншою сіллю з утворенням осаду (Na2SO3 + 2AgNO3 = 2NaNO3 + Ag2SO3↓);
- реакція з сильнішими за сульфітну кислотами, виділяючи діоксид сірки (Na2SO3 + 2HCl = 2NaCl + SO2 + H2O);
- реакція з лугами з утворенням осаду (Na2SO3 + Ba(OH)2 = 2NaOH + BaSO3↓).

Приєднує воду, утворюючи кристалогідрат:
Na2SO3 + 7H2O = Na2SO3•7H2O.
Сильний відновник, легко окиснюється киснем у повітрі (вологому) та у водних розчинах, іншими окисниками:
2Na2SO3 + O2 = 2Na2SO4.
Може також вступати в реакцію як окисник, відновлюючись до дитіоніту натрію Na2S2O4 чи сульфіду натрію Na2S:
2NaHSO3 + 2H2SO3 + Zn = Na2S2O4 + Zn(HSO3)2 +2H2O ( суспензія цинкового пилу в водному розчині )
Na2SO3 + 3CO = Na2S + 3CO2 (температура понад 700 °C).
При кімнатній температурі стійкий, але розкладається при нагріванні:
4Na2SO3 = 3Na2SO4 + Na2S (температура до 800 °C);
Na2SO3 = Na2O + SO2 (температура понад 800 °C).

## Добування
Сульфіт натрію як типову сіль легко добути багатьма способами, наприклад, реакцією між оксидом натрію і сірчистим газом:
Na2O + SO2= Na2SO3.
В промисловості його добувають взаємодією карбонату натрію з сірчистим газом у розчині (з сірчистою кислотою):
Na2CO3 + H2SO3 = Na2SO3 + CO2 + H2O.

## Застосування і вплив на людину
Сульфіт натрію — важливий продукт хімічної промисловості, застосовується і в самій хімічної промисловості, і в багатьох інших галузях, зокрема в металургії, легкій промисловості, при виробництві гігієнічних і миючих засобів. Входить до складу фотографічних проявників, деяких пестицидів. Використовується також як відбілювач, холодоагент.
Є важливим компонентом харчової промисловості, використовується як консервант (Е 221) при обробці фруктів (і сухофруктів), овочів, гальмує їх потемніння, запобігає утворенню бактерій. Також застосовується як антиоксидант при виробництві вин, варення, зефіру, соків. Дозволених у країнах ЄС, в Україні за умови дотримання норм. Допустима норма для людини — 0,7 мг/кг маси тіла на добу. Для дітей вживання продуктів, які містять чи оброблені сульфітом натрію, не бажане. При передозуванні у людини може розвинутися ниркова недостатність, астма, хвороби шлунково-кишкового тракту, алергія.